# Patricia Guijarro
Patricia „Patri“ Guijarro Gutiérrez (* 17. Mai 1998 in Palma) ist eine spanische Fußballspielerin. Ihre bevorzugte Position ist das zentrale Mittelfeld. Guijarro spielt seit 2015 für den spanischen Serienmeister FC Barcelona, mit dem sie 2021 und 2023 die UEFA Women’s Champions League gewann. Seit 2017 ist sie auch Teil der spanischen A-Nationalmannschaft.

## Karriere

### Verein
Patricia Guijarro begann in ihrer Fußballlaufbahn bei CF Patronato, einem Verein aus ihrer Geburtsstadt Palma der keine eigene Frauenmannschaften hatte, weshalb sie mit Jungen zu spielen begann. Auch nach ihrem Wechsel zu UD Collerense im Jahr 2009 spielte sie zu Beginn mit Jungen, bevor Patri Guijarro schließlich im Alter von 14 Jahren in den Kader der Frauen-B-Mannschaft ihres Klubs aufgenommen wurde. 

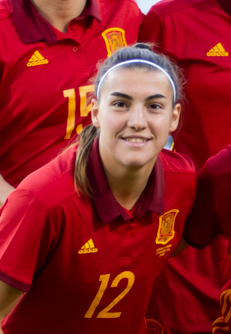
Guijarro als spanische Nationalspielerin (November 2018)

Zur Saison 2013/14 stieg die erst 15-jährige Patri Guijarro bereits in die erste Mannschaft auf, die damals in der Primera División, der höchsten Spielklasse in Spanien, vertreten war. Mit UD Collerense erreichte sie in der Saison 2013/14 den 10. und 2014/15 den 12. Platz in der spanischen Meisterschaft, dabei brachte die zentrale Mittelfeldspielerin es auf 51 Einsätze und sieben Tore. 
Das Talent der jungen Mallorquinerin blieb nicht unbemerkt und so verpflichtete sie im Sommer 2015 der spanische Spitzenklub FC Barcelona. In ihren ersten beiden Spielzeiten kam Patri Guijarro meist von der Bank, der erste Titelgewinn gelang bei der Copa de la Reina 2017, durch ein 4:1 im Endspiel gegen Atlético Madrid. Ab der Saison 2017/18 spielte sich Patri Guijarro in die Stammmannschaft und konnte den Titel im Pokal durch ein 1:0 nach Verlängerung gegen Atlético Madrid verteidigen, in der Meisterschaft hingegen landete sie mit ihrer Mannschaft auf dem zweiten Platz hinter Atlético. 2018/19 fiel sie aufgrund eines Ganglions am rechten Fuß, das im Februar 2019 operativ entfernt werden musste, für den größten Teil der zweite Saisonhälfte aus und kam so auch beim Endspiel der UEFA Women’s Champions League 2018/19 nicht zum Einsatz, welches der FC Barcelona mit 1:4 gegen Olympique Lyon verlor. In der folgenden Spielzeit gewann sie mit ihrer Mannschaft den ersten Titel in der Meisterschaft. In der durch die COVID-19-Pandemie verkürzten Saison die nach 21 von 30 Spieltagen abgebrochen werden musste, wurde der FC Barcelona, der zu diesem Zeitpunkt neun Punkte Vorsprung auf den Zweitplatzierten hatte, vom Verband zum Sieger der Liga erklärt. 2020/21 schließlich gewann sie mit ihrem Klub nicht nur die spanische Meisterschaft und den Pokal, sondern konnte durch ein 4:0 im Endspiel gegen den FC Chelsea auch zum ersten Mal die Women’s Champions League gewinnen.
2024 wurde sie für den Ballon d’Or féminin nominiert.

### Nationalmannschaft
Patri Guijarro feierte zahlreiche Erfolge mit den spanischen Jugendnationalmannschaften. Sie bestritt mit der U-17 die EM 2013, bei der ihre Mannschaft den dritten Platz belegte. Im Dezember desselben Jahres stand sie erneut im Aufgebot für die Europameisterschaft und scheiterte erst im Endspiel im Elfmeterschießen an Deutschland. Zudem nahm sie auch an der WM 2014 teil, wo ihre Landesauswahl erst im Endspiel mit 0:2 gengen Japan verlor. Im Jahr 2015 gelang ihr bei der Europameisterschaft der erste Titelgewinn, im Finale setzten sich die Spanierinnen mit 5:2 gegen die Schweiz durch. Mit der U-19-Nationalmannschaft erreichte Guijarro 2016 das Endspiel, wo die Ibererinnen jedoch mit 1:2 gegen Frankreich unterlagen. Bei der U-20-WM stand sie ebenfalls im Aufgebot und erreichte mit ihrer Auswahl das Viertelfinale. Ein weiterer Titelgewinn gelang Patricia Guijarro bei der U-19-EM 2017, wo sich die Spanierinnen im Endspiel mit 3:2 gegen Frankreich durchsetzen konnten. Bei der U-20-WM 2018 erreichten die Spanierinnen das Finale, verloren dieses jedoch mit 1:3 gegen Japan. Patricia Guijarro wurde für ihre herausragenden Leistungen zur besten Spielerin des Turniers gewählt und führte zudem mit sechs Treffern die Torschützenliste an.
Patricia Guijarro feierte am 6. März 2017 im Zuge des Algarve-Cups gegen Island ihr Debüt in der A-Nationalmannschaft. Im Endspiel des Turniers setzten sich die Spanierinnen mit 1:0 gegen Kanada durch und gewannen den Pokal. Im Jahr 2018 folgte beim Zypern-Cup der nächste Titel, diesmal gewann sie mit ihrer Auswahl das Finale mit 2:0 gegen Italien. Guijarro stand bei der WM 2019 im Aufgebot der Spanierinnen die letztlich mit 1:2 im Achtelfinale gegen den späteren Weltmeister USA unterlagen.

## Erfolge
Verein
- UEFA Women’s Champions League (3): 2020/21, 2022/23[4], 2023/24
- Spanische Meisterschaft (4): 2019/20, 2020/21, 2021/22, 2022/23
- Spanischer Pokal (5): 2017, 2018, 2020, 2021, 2022
- Spanischer Supercup (5): 2020, 2022, 2023, 2024, 2025

Spanische Nationalmannschaft
- Zypern-Cup: 2018
- Algarve-Cup: 2017
- U-19-Europameisterschaft 2017
- U-17-Europameisterschaft 2015

Persönliche Ehrungen
- Beste Spielerin des Finales der UEFA Women’s Champions League: 2022/23

- Beste Spielerin der U-20-Weltmeisterschaft 2018
- Torschützenkönigin der U-20-Weltmeisterschaft 2018
- Mannschaft des Turniers bei der U-19-Europameisterschaft 2017
- Torschützenkönigin der U-19-Europameisterschaft 2017
- Mannschaft des Turniers bei der U-19-Europameisterschaft 2016
- Mannschaft des Turniers bei der U-17-Europameisterschaft 2015